# 達烏德帕夏 (巴格達)
達烏德帕夏（阿拉伯语：‎；？—1851年），是伊拉克馬木路克王朝最後一位統治者，由1816年統治到1831年。伊拉克當時名義上是奧斯曼帝國一部分但享有極大自治權。
達烏德帕夏也在1816年於巴格達創辦了伊拉克第一份報章〈伊拉克新聞〉。在1830年奧斯曼帝國蘇丹馬哈茂德二世頒布達烏德帕夏被解職，這也表示伊拉克重新被奧斯曼帝國直接統治。